# Năng lực chủ thể của pháp nhân

## Năng lực chủ thể của pháp nhân
Năng lực chủ thể của pháp nhân bao gồm năng lực hành vi và năng lực pháp luật dân sự của pháp nhân

1. Năng lực pháp luật dân sự:

- Phát sinh đồng thời và chấm dứt năng lực hành vi

- Pháp nhân có năng lực từ khi được thành lập hoặc từ khi đăng ký nếu pháp luật quy định

- Pháp nhân chấm dứt tại thời điểm có căn cứ do pháp luật quy định

- Năng lực pháp luật dân sự của pháp nhân mang tính chất chuyên biệt(chuyên trách trong một lĩnh vực xác định)
 
2. Năng lực hành vi dân sự:

- Pháp nhân có năng lực hành vi dân sự và thể hiện qua các hoạt động nội tại và qua hoạt động giao tiếp bên ngoài; nó được thể hiện qua hành vi đại diện hợp pháp, ngoài ra còn thể hiện hành vi của nhân viên, của những người được giao nhiệm vụ cụ thể khi giao dịch với người bên ngoài pháp nhân.